# Färila landskommun
Färila landskommun var en tidigare kommun i Gävleborgs län. Centralort var Färila och kommunkod 1952-1970 var 2123.

## Administrativ historik
Landskommunen inrättades den 1 januari 1863 i Färila socken Hälsingland när 1862 års kommunalförordningar trädde i kraft. Vid utbrytningen 1923 av Kårböle församling namnändrades kommunen till Färila-Kårböle landskommun och omfattade också det nya området. Kommunen, som förblev opåverkad vid kommunreformen 1952, återtog den 23 januari 1953 namnet Färila landskommun.
Den 1 januari 1954 överfördes från Färila landskommun och församling till Los landskommun och församling ett obebott område (Lillskog 1:3) omfattande en areal av 0,32 km², varav 0,30 km² land. Samma datum överfördes till Färila landskommun och församling från Ljusdals landskommun och församling ett område (Måga 4:9 och Skogsta 4:18) omfattande en areal av 0,05 km², varav allt land, och med 1 invånare som dock redan förut var kyrkoskriven i Färila församling.
Den 1 januari 1971 blev kommunen en del av den nya Ljusdals kommun.

### Kyrklig tillhörighet
I kyrkligt hänseende tillhörde Färila landskommun Färila församling. Den 1 januari 1923 tillkom Kårböle församling.

## Kommunvapnet
Blasonering: I blått fält en medelst vågskura, med blå linblomma belagd stam av silver samt däröver en hästsko av guld omslutande en gran av silver.
Detta vapen antogs av kommunen den 21 mars 1958. Vapnet var ej fastställt av Kungl. Maj:t. Se artikeln om Ljusdals kommunvapen för mer information.

## Geografi
Färila landskommun omfattade den 1 januari 1952 en areal av 1 277,96 km², varav 1 221,56 km² land. Efter nymätningar och arealberäkningar samt områdesöverföringar färdiga den 1 januari 1961 omfattade landskommunen samma datum en areal av 1 141,81 km², varav 1 084,83 km² land.

### Tätorter i kommunen 1960
| Tätort     | Folkmängd |
| ---------- | --------- |
| Färila     | 1 297     |
| Kårböle    | 299       |
| Korskrogen | 275       |

Tätortsgraden i kommunen var den 1 november 1960 34,1 procent.

## Politik

### Mandatfördelning i valen 1938-1966
| 16 |  | 8 |  | 4 |

| 29 |

| 16 | 10 | 2 | 2 |

| 27 |

| 3 | 14 | 9 | 2 | 2 |

| 27 |

|  | 14 | 2 | 8 | 4 |  |

| 27 |

| 2 | 14 |  | 7 | 4 | 2 |

| 29 |

| 3 | 14 | 8 | 2 | 3 |

| 27 |

| 2 | 15 | 8 | 3 | 2 |

| 26 |

| 4 | 12 | 9 | 3 | 2 |

| 26 |

### Fotnoter
1. 1 2 3   ( PDF) Folkräkningen den 1 november 1960, I, Folkmängd inom kommuner och församlingar efter kön, ålder, civilstånd m.m.. Stockholm: Statistiska centralbyrån. 1961. sid. 54 & 203-204. Arkiverad från originalet den 15 juli 2015. https://www.webcitation.org/6a1zkRbkC?url=http://www.scb.se/Grupp/Hitta_statistik/Historisk_statistik/_Dokument/SOS/Folkrakningen_1960_01.pdf. Läst 16 november 2017 Arkiverad 14 oktober 2013 hämtat från the Wayback Machine.
2. ↑  Per Andersson: Sveriges kommunindelning 1863-1993, Draking, Mjölby 1993, ISBN 91-87784-05-X, s. 89
3. ↑  ”Svenska Heraldiska Föreningens vapendatabas”. Arkiverad från originalet den 18 oktober 2012. https://web.archive.org/web/20121018011750/http://databas.heraldik.se/index.php. Läst 14 januari 2011.
4. ↑   (PDF) Folkräkningen den 31 december 1950, I, Areal och folkmängd inom särskilda förvaltningsområden m.m., Tätorter. Stockholm: Statistiska centralbyrån. 1952-05-19. sid. 105. Arkiverad från originalet den 1 oktober 2014. https://www.webcitation.org/6T09ZkyrB?url=http://www.scb.se/Grupp/Hitta_statistik/Historisk_statistik/_Dokument/SOS/Folkrakningen_1950_1.pdf. Läst 9 oktober 2014 Arkiverad 29 oktober 2013 hämtat från the Wayback Machine.
5. ↑   ( PDF) Folkräkningen den 1 november 1960, II, Folkmängd inom tätorter efter kön, ålder och civilstånd.. Stockholm: Statistiska centralbyrån. 1961. sid. 27. Arkiverad från originalet den 29 juni 2015. https://www.webcitation.org/6ZeEB9Ija?url=http://www.scb.se/Grupp/Hitta_statistik/Historisk_statistik/_Dokument/SOS/Folkrakningen_1960_02.pdf. Läst 16 november 2017 Arkiverad 24 september 2015 hämtat från the Wayback Machine.